# Фаванес
Фаванес (араб. , англ. Fawanees в простонаоді - святкові ліхтарики), один з атрибутів свята Рамадан в Єгипті та деяких інших арабських країнах.

## Історія традиції
Існує кілька версій щодо виникнення такої яскравої традиції в місяць Рамадан:
- Традицію запалювання на свято Рамадан урочистих ліхтарів можна простежити в Єгипті ще за часів Фатимідів. Саме тоді, на п'ятий день місяця Рамадан в 969 році нашої ери мешканці Каїру стояли та співати на вулицях столиці в очікуванні Ель Муезз Елддеін Аллаха (el –Mu’ezz Elddein Allah), першого халіфа з роду Фатимідів в Єгипті. Вони стояли й в ночі, а їх діти, також собі наспівуючи, підносили їм нічні бляшані ліхтарі Фаванес (Fawanees). Коли Халіф прибув серед ночі до міста, то був у захваті від такої зустрічі, а ще він був зворушений, як діти носилися по нічним вулицям й виспівували вітальних йому пісень. Таке дійство сподобалося йому й він побажав, щоб щороку в цей день жителі міста брали участь в таких вітальних походах, тим самим предвіщаючи велике свято Рамадан.

- Ще одна версія повідає, що практика запалювання ліхтарів прийшла із зовсім іншої релігії. Вважають, що застосування ліхтарів в Каїрі було започатковане за канонами Коптів християн коли вони святкували Різдво Христове (за коптською версією), і використовували для шанування цього дня запалені барвисті свічки. Ця історія підтверджує, як багато християнських звичаїв перетікали в іслам, і навпаки, що й підтверджує собою ця традиція - ліхтариків з жерсті і запаленими в них свічками.

Незважаючи на достовірність цих версій, ця традиція дуже полюбилася дітям Каїру та їх батькам, а згодом вона переросла в всеєгипетське святкове дійство, яке роками стає все масштабніше та яскравіше, доповнюючи святковий місяць Рамадан своїм колоритом.